# Cayuga
Cayuga (cayuga: guyohkohnyo eller gayogohó:no’, oversat: "folket fra sumpen") er et folk af Amerikas oprindelige folk og en af de fem stammer, der dannede Irokeserføderationen. Cayuga-folkets oprindelige hjemsted er området omkring Finger Lakes, specielt ved Cayuga Lake, i New York. Der boede de med deres irokeserfæller onondaga som naboer mod øst og seneca mod vest. I dag bor cayugaerne dels i Six Nations of the Grand River-reservatet i Ontario, Canada, dels i New York, hvor de er i gang med at opkøbe land i deres oprindelige område ved Cayuga Lake, dels i Oklahoma som en del af en cayuga-seneca stamme. De to USA-grupperinger omfatter 4.699 personer (2011)